# Aston Martin DBR2

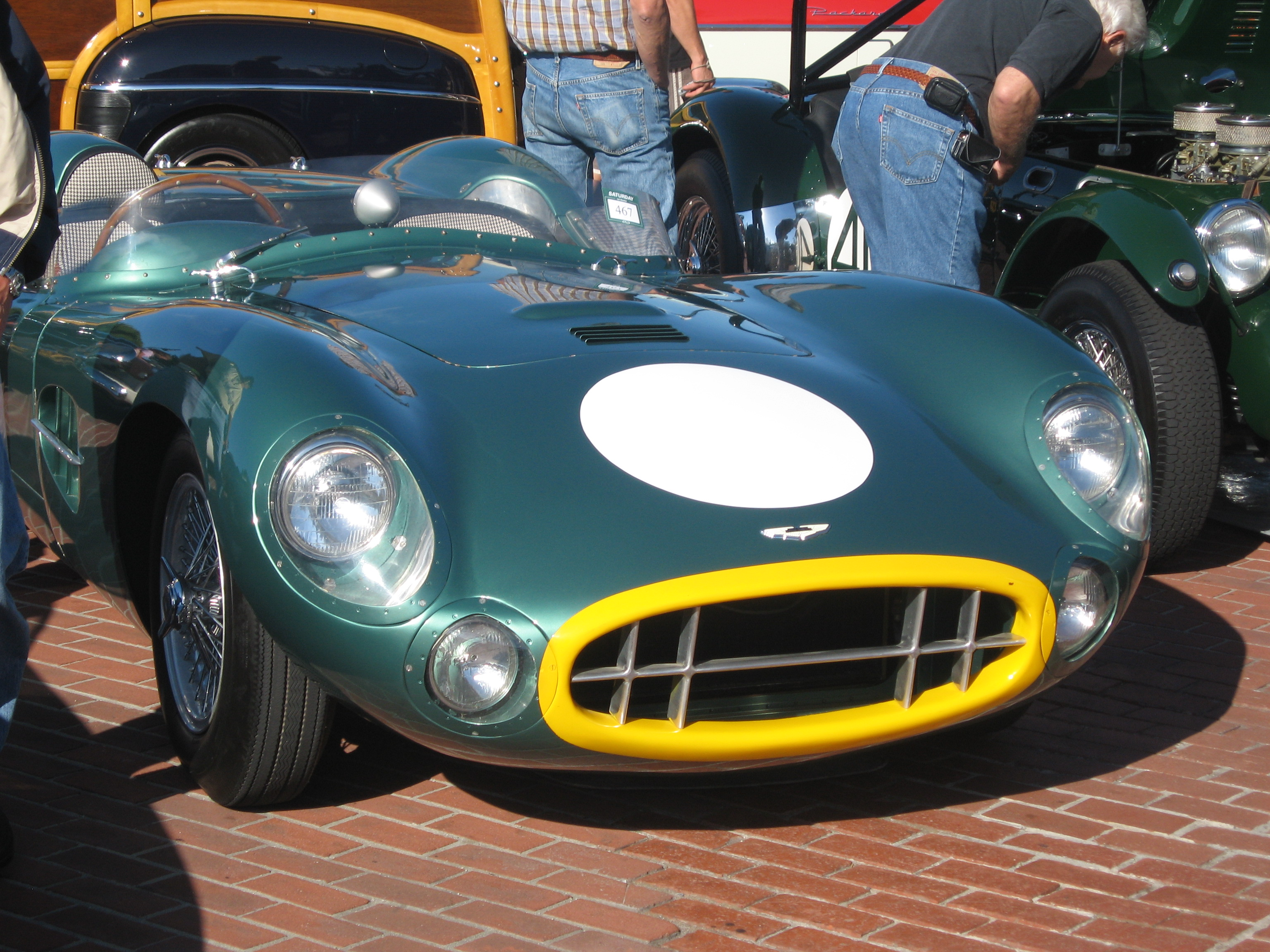
Aston Martin DBR2, Chassisnummer DBR2/371

Der Aston Martin DBR2 war ein Rennsportwagen, der 1957 bei Lagonda für Aston Martin entwickelt wurde.

## Geschichte
Der DBR2 war eng mit dem DBR1 verwandt, aber aerodynamischer und länger und eine Weiterentwicklung des Lagonda DP166. Zwei Chassis wurden hergestellt die David Brown für die Rennstrecke bearbeitete. Als Motor kam ein neues 3,7-Liter-Aggregat zum Einsatz. 1958 wurde der Hubraum zuerst auf 3,9 Liter und bis zum Ende der Saison sogar auf 4,2 Liter angehoben. 
Der DBR2 wurde in erster Linie bei nicht zur Sportwagen-Weltmeisterschaft zählenden Rennen gefahren, da Aston Martin nicht genug Triebwerke hatte, um eine vollständige Weltmeisterschaftssaison bestreiten zu können.
Der Wagen mit der Chassisnummer DBR2/370 fiel beim 24-Stunden-Rennen von Le Mans 1957 schon am frühen Samstagnachmittag mit Motorschaden aus. Gefahren wurde das Fahrzeug von den beiden Briten Peter und Graham Whitehead. Den einzigen Erfolg mit dem DBR2/370 erreichte Roy Salvadori bei der Daily Express Trophy in Silverstone.
1958 konnte Stirling Moss mit dem DBR2 einige Rennen in Großbritannien gewinnen, bevor beide Fahrzeuge in die USA verkauft wurden. George Constantine bestritt damit Sportwagenrennen und konnte mit dem DBR2 auch einige Rennen gewinnen. 1960 endete die Einsatzzeit der DBR2.
Da von diesem Typ nur zwei Rennfahrzeuge gebaut wurden, stieg ihr Wert über die Jahre enorm. Der DBR2/370 ist nicht mehr im Original erhalten, der zweite Wagen wechselte einige Male den Besitzer und wurde bei einer Auktion für 1,7 Millionen Pfund verkauft.